# Simonovklooster

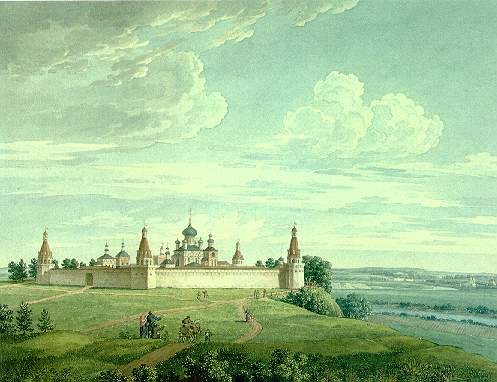
Simonovklooster omstreeks 1810

Het Simonovklooster (Russisch: Симонов монастырь) is een Russisch-orthodox klooster in Moskou. Het werd gesticht in 1370 door een monnik genaamd Fjodor, een neef of een discipel van de heilige Sergius van Radonezj. De prachtige ligging van het klooster aan de oever van de Moskva vormde voor veel dichters, schrijvers en kunstenaars een belangrijke inspiratiebron. Tegenwoordig ligt het klooster binnen de grenzen van de huidige stad.

## Geschiedenis
Stefan Vasiljevitsj Chovrin was een bojaar van Griekse komaf en was eigenaar van de grond waarop het klooster zou worden gebouwd. Hij deed zijn kloostergeloften onder de naam Simon. Het klooster werd naar hem vernoemd en veel van zijn nakomelingen werden hier begraven. Ook werden op deze plaats gevallenen van de Slag op het Koelikovo-veld begraven. Tot 1379 stond het klooster iets ten zuiden van de huidige locatie. Op deze plek staat tot de dag van vandaag de Kerk van de Geboorte van de Heilige Maagd in het oude Simonov (Russisch: храм рождества пресвятой богородицы в старом симонове). 
Tijdens de 15e eeuw was het Simonovklooster inmiddels uitgegroeid tot een van de rijkste kloosters van Moskou. Het klooster stond bijzonder hoog in aanzien. Onder de geleerde monniken die er leefden en werkten behoorden Vassian Patrikeijev en de theoloog Maximus de Griek. In 1405 ving men aan met de bouw van een kathedraal van witte steen gewijd aan de Hemelvaart van de Heilige Maagd. Een blikseminslag in 1479 leidde tot de bouw van een nieuwe kathedraal door een onbekende Italiaanse architect.  
Herhaaldelijk heeft het klooster moeten dienen als schild ter verdediging van Moskou. In 1640 werden zware fortificaties aangebracht, aangezien het klooster de zuidelijke flanken van Moskou moest verdedigen. De omtrek van de muren afgewisseld door een aantal zware torens bedroeg 825 meter, de hoogte van de ommuring 7 meter. Het klooster heeft meerdere belegeringen weerstaan. De laatste grote toevoeging aan het kloostercomplex was een forse klokkentoren van 90 meter hoog. Voor deze toren stond de Klokkentoren van Ivan de Grote in het Kremlin van Moskou model.  
In verband met pestuitbraak hief Catharina II het klooster op. Heropleving van het klooster vond plaats in 1795.

## De vernietiging
Na de Russische Revolutie werd het klooster door de atheïsten gesloten en vanaf 1923 werd op het terrein een museum gevestigd. De directeur van het museum stond de geloofsgemeenschap oogluikend kerkdiensten toe. In januari 1930 besloot een regeringscommissie dat de meeste gebouwen van het klooster konden worden gesloopt. Al enkele weken later werden de kathedraal, een aantal kerken, de klokkentoren en een groot deel van de ommuring met torens vernietigd. Eveneens werden de graven van het kerkhof ontheiligd. Vervolgens werd op het kloosterterrein een automobielfabriek en een Paleis van Cultuur gevestigd.

## Het klooster vandaag
Van het klooster overleefde de refter met de Kerk van de Moeder Gods van Tichvin (1677-1683). Eveneens bleef een deel van de zuidelijke muur met 3 torens en enkele bijgebouwen behouden. In 1990 werd het klooster teruggegeven aan de Russisch-orthodoxe kerk. Er is een aanvang gemaakt met restauratie en wederopbouw. Sinds 1992 zijn er weer kerkdiensten. Recent heeft de Russische regering plannen tot volledige herbouw van het klooster aangekondigd. 

## Kerken
- Kathedraal van de Ontslapenis van de Heilige Moeder Gods (bouwjaar 1379-1405, verwoest 1930)
- Kerk Alexander Svirsky (18e eeuw, verwoest 1930)
- Kerk van de Moeder Gods van Tichvin (1680)
- De kerk van Johannes van Constantinopel en Alexander Nevski (1835-1844, verwoest 1930)
- De kerk van de Heilige Nicolaas (1677, verwoest 1930)
- De kerk van de Barmhartige Verlosser (1591-1593, verwoest 1930)

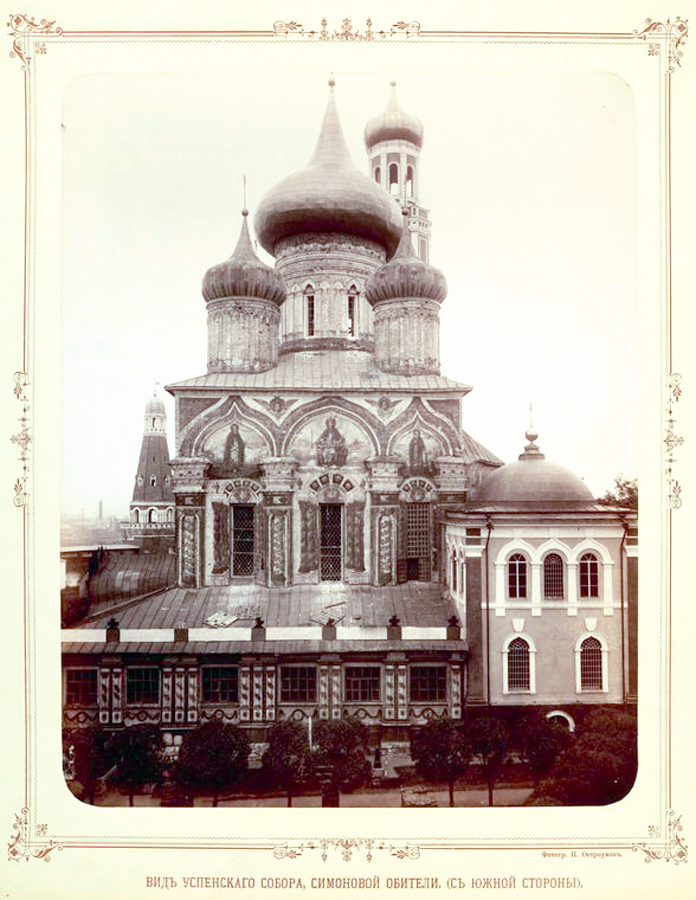
Simonov Klooster, Kathedraal van de Hemelvaart van de Heilige Maagd
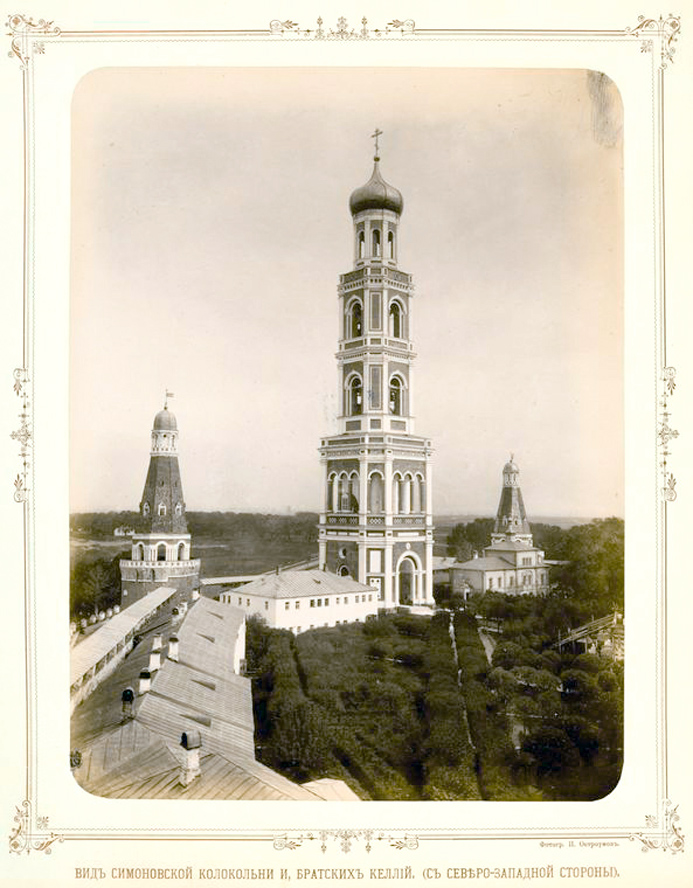
Simonov Klooster, Klokkentoren
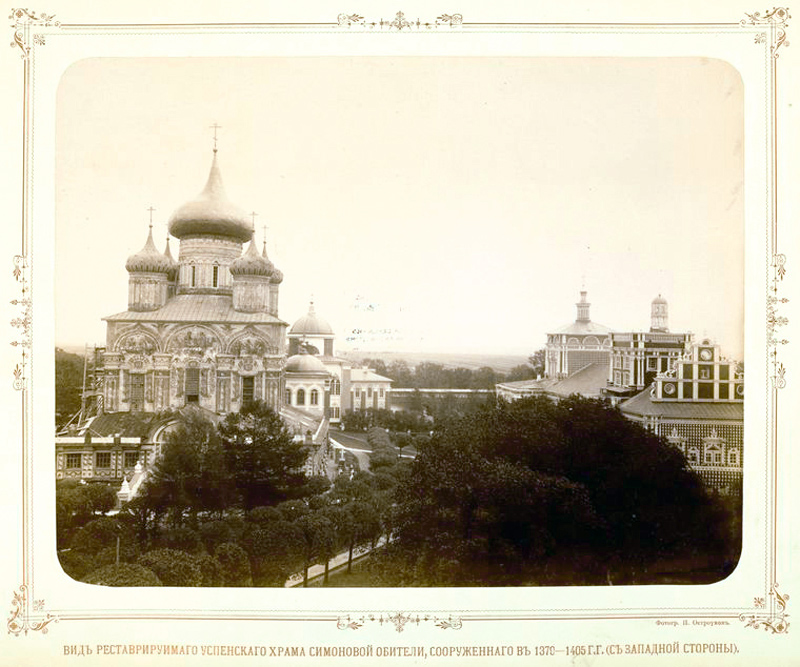
Simonov Klooster
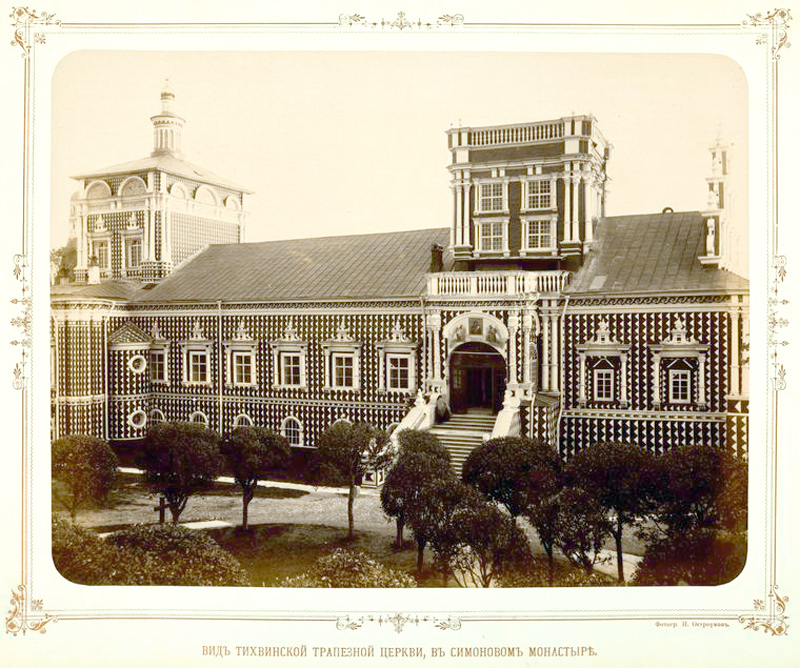
Simonov Klooster, Kerk van de Moeder Gods van Tichvin
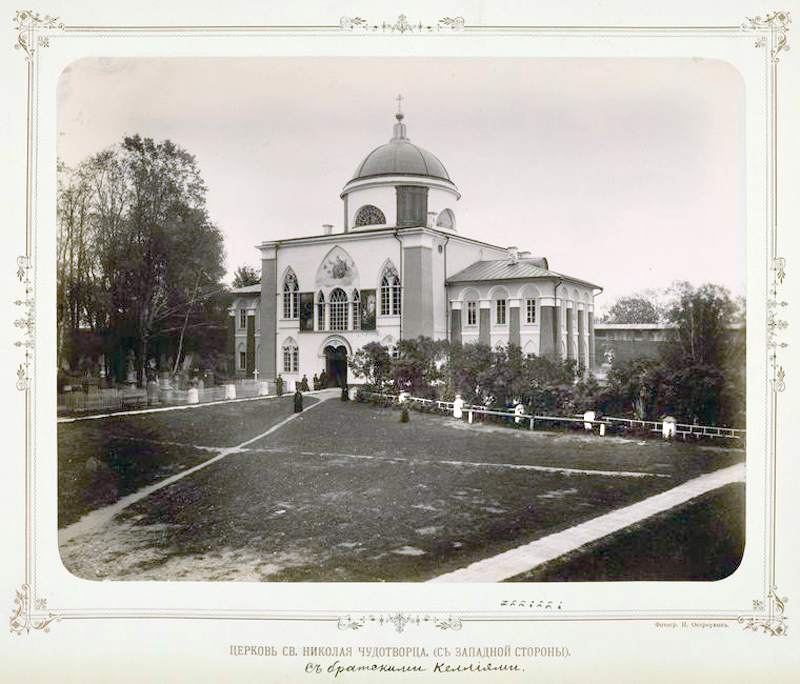
Simonov Klooster, Sint Nicolaaskerk